# لغة طبيعية مخططة
اللغة المخططة الطبيعية هي لغة تم إنشاؤها خصيصا لإعادة إنتاج القواسم المشتركة في المورفولوجيا والمفردات من مجموعة من اللغات وثيقة الصلة، وعادة مع فكرة أن مثل هذه اللغة ستكون أسهل نسبيا للاستخدام السلبي -في كثير من الحالات، دون دراسة مسبقة -من قبل المتحدثين بلغة واحدة أو أكثر في المجموعة.
يستخدم المصطلح بشكل شائع لتطبيق اللغات المخططة بشكل أساسي على أساس اللغات الرومانسية، وأشهرها هي Interlingue (المعروفة سابقا باسم Occidental) و Interlingua. وقد صُمِّمت كلتاهما لتكون لغات دولية مساعده. ومع ذلك، هناك أيضا لغات مخصصة لمتحدثي عائلة لغوية معينة (اللغات التي شيدت في المنطقة)، بما في ذلك اللغات القومية الجرمانية، والسلافية وحتى اللغات القلطية المخطط لها.
بما أن إنشاء مثل هذه اللغة غالبًا ما يتضمن خصوصيات مشتركة من اللغات الأصلية، يبدو الاستخدام النشط بشكل عام أكثر صعوبة في التعلم من اللغات المخطط لها تخطيطًا، على الرغم من أن التبسيط النحوي أسهل بكثير من اللغات العرقية من نفس النوع.